# HD 40307 d
HD 40307 d (بالإنجليزية: HD 40307 d)‏ الذي يرمز له بالرمز HD 40307d، هو كوكب خارج المجموعة الشمسية، وأرض هائلة، في كوكبة آلة الرسام، يتبع HD 40307 ‏.

## الاكتشاف
اكتشف في 16 يونيو 2008، وكانت طريقة الاكتشاف دوبلر الطيفي.